# クドア
クドアは主に海産魚類に寄生することで知られる粘液胞子虫である。以前より魚肉の美観を損ねることで水産業上重要視されていたが、2010年代に海産魚類の生食による食中毒の原因となることが判明して食品衛生の観点からも注目を集めている。分類学的にはクドア属に100種ほどが知られており、この1属をもってクドア科を構成する。

## 形態
殻片と極嚢を4つ以上持ち、放射相称状の粘液胞子を形成する。

## 生態
クドア属の寄生虫の生態はよくわかっていないが、多毛類（ゴカイ）と魚類（サバ、マグロ、ヒラメなど）の間を行き来してそれぞれに寄生している。哺乳類に寄生することはない。

## 分類
古典的には原生動物門胞子虫綱粘液胞子虫目クロロミクサム科に所属させていた。分子系統解析にもとづく体系では刺胞動物門ミクソゾア亜門粘液胞子虫綱多殻目クドア科とする。クドアの名は微胞子虫や粘液胞子虫の研究で知られるリチャード・クドウへの献名である。
もともとKudoa属は、4つ極嚢を持つChloromyxum属のうち、胞子形態や寄生部位の違いをもとに独立させられたものである。すなわちChloromyxumの胞子は球形に近く表面に条線があり、主に腔内寄生性であるのに対して、Kudoaの胞子は四角形ないし星形で表面は滑らかであり、筋肉組織内に寄生する。後にChloromyxumは殻片2つにそれぞれ2つの極嚢を持ち、Kudoaは殻片4つにそれぞれ1つの極嚢を持つという差が認識され、目レベルで区別されるようになった。21世紀に入り、分子系統解析によって極嚢が5つ以上の種もすべてクドア属へ統合された。
世界中でおよそ110種ほどが知られており、日本国内からは2016年の時点で以下の25種が確認されている。和名は2014年の目録による。
- K. akihitoi
- K. amamiensis アマミクドア
- K. empressmichikoae
- K. hexapunctata ムツボシクドア
- K. igami
- K. intestinalis
- K. iwatai イワタクドア
- K. lateolabracis タイリクスズキクドア
- K. megacapsula ダイキョクノウクドア
- K. musculoliquefaciens
- K. neothunni キハダクドア
- K. ogawai オガワクドア
- K. parathyrsites
- K. pleurogrammi
- K. pericardialis ブリシンゾウクドア
- K. prunusi サクラクドア
- K. septempunctata ナナホシクドア
- K. scomberi
- K. shiomitsui シンゾウクドア
- K. thalassomi
- K. thunni
- K. thyrsites (syn. K. cruciformum) ホシガタクドア
- K. trachuri
- K. whippsi
- K. yasunagai ノウクドア

## 人間との関係
養殖漁業においてクドアの寄生によって商品価値が損なわれるほか、種によって宿主の魚が死亡する場合もある。このような場合、通常は人間が感染魚を口にすることはないが、ナナホシクドアのように気付かれずに喫食されれば食中毒を起こす可能性があると考えられている。

### 奄美クドア症
アマミクドア（Kudoa amamiensis）がブリやカンパチに寄生すると、魚肉に1から2 mm程度の白色粒状のシストを形成し商品価値を損なう。1970年に奄美大島のブリ養殖場で発見され、奄美群島や琉球諸島の一部の海域で局所的に定着している。イワタクドア（Kudoa iwatai）もタイやスズキなどに寄生して同様のシストを形成する。

### ジェリーミート
ジェリーミート（死後筋肉融解）は魚を収穫した後に筋肉が溶けて商品価値が失われる現象で、ホシガタクドア（Kudoa thyrsites）などが引き起こす。魚の死後にタンパク質分解酵素を分泌して周囲の組織を融解するのが原因とされている。

### 脳クドア症
ノウクドア（Kudoa yasunagai）は、筋肉ではなく脳にシストを形成し、宿主に異常遊泳を伴う死亡を引き起こす。

### 食中毒
ナナホシクドア（Kudoa septempunctata）がヒラメに寄生すると筋肉中に胞子を形成するが、肉眼的なシスト形成が起こらず、ジェリーミートも引き起こされないため気付かず喫食されて食中毒を起こす。2011年に愛媛県で韓国産養殖ヒラメの生食を原因とする集団食中毒が起きたことで発見された。症状は下痢や嘔吐であるが、軽症で自然回復し、周囲へ拡大することもないため社会的リスクとしてはごく小さい。ヒラメの養殖場で感染防止対策を取り、出荷時にも検査を行うことで、国産養殖ヒラメについてはほとんど問題がなくなっている。ただし天然ヒラメや、韓国から輸入した養殖ヒラメを原因とする食中毒事例は続いている。ヒラメ以外でも、クロマグロに寄生するムツボシクドア（Kudoa hexapunctata）や、上記のイワタクドアが原因と疑われる食中毒が起きている。いずれも生きた胞子を摂食することにより発症するもので、冷凍や加熱によって胞子を死滅させれば問題ない。

## 歴史
1895年Thélohanがヨウジウオの1種Syngnathus acusの筋肉中から見出しChloromyxum quadratumと命名したものが、クドアについての最も古い文献記録である。1947年にP.A.Meglitschが当時のChloromyxum属の中から、筋肉に寄生して四角形ないし星形の胞子を生じる一部の種を分けてクドア属を設立した。1959年に多殻目、1960年にクドア科の所属となる。分子系統解析の知見によって、2004年にクドア属およびクドア科の定義が改められ、殻片と極嚢を4つ以上持つ粘液胞子虫をすべてクドアと呼ぶことになった。